# Aeroportul Diebougou
Aeroportul Diebougou (IATA: XDE, ICAO: DFOU) este un aeroport din Burkina Faso ce deservește zona Diébougou. A fost numit după zona deservită.
Situat la o altitudine de 288 m, aeroportul dispune de o singură pistă.